# Synagoge (Busk)

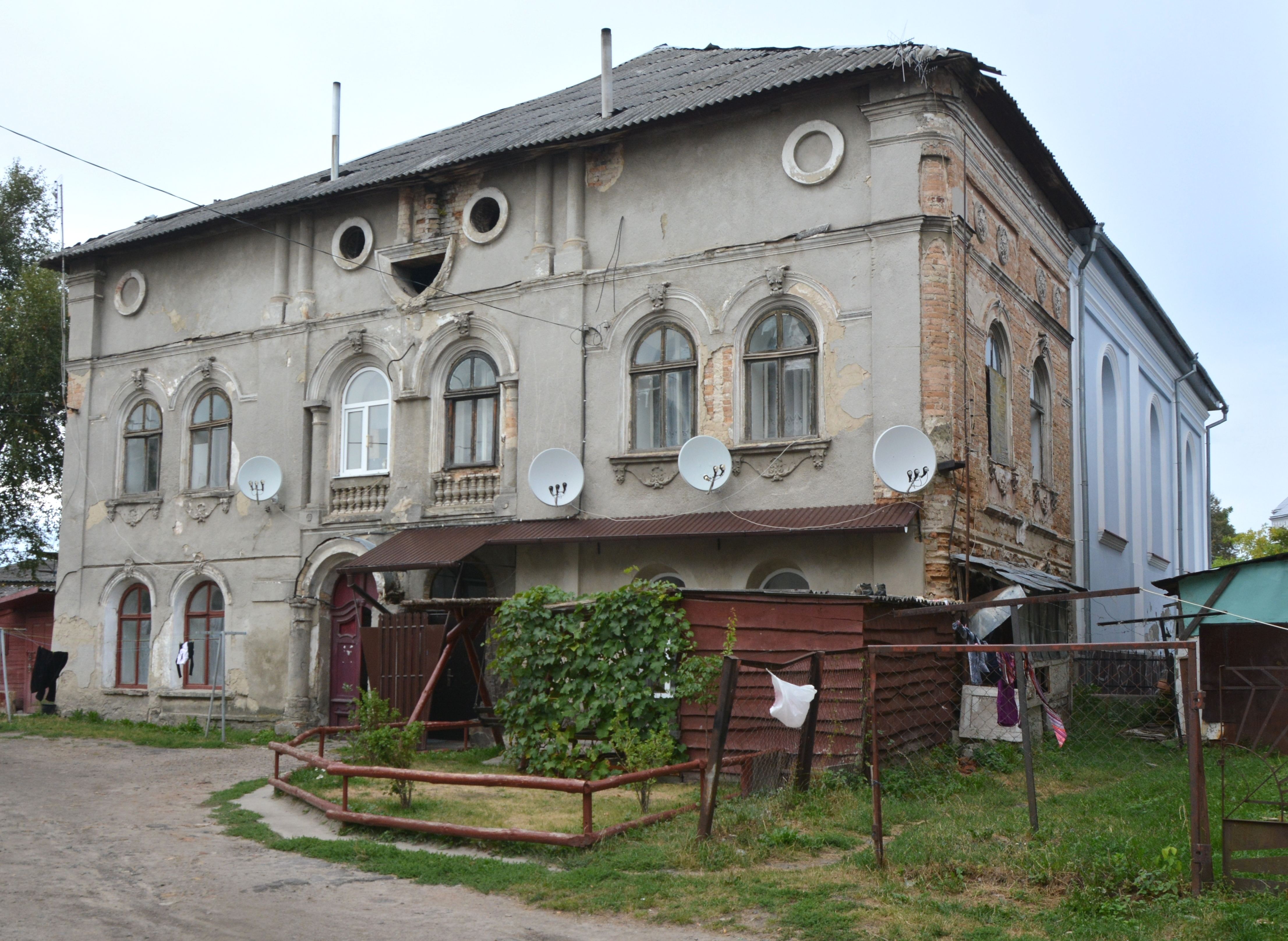
Ehemalige Synagoge, heute
Wohnhaus, dahinter die Kirche (2015)

Die Synagoge in Busk, einer Stadt im ukrainischen Oblast Lwiw, wurde 1842/43 errichtet. Die Synagoge wird heute teils als Wohnhaus und teils als Kirche genutzt.

## Geschichte
Der Bau konnte dank einer Spende von Jakob Glanzer errichtet werden, der auch die Chassidische Synagoge in Lemberg finanzierte.
Nach der Ermordung der Juden im Holocaust wurde die Synagoge nach dem Krieg zunächst als Sporthalle und danach als Warenlager genutzt. Später wurde das Gebäude geteilt; ein Teil wurde zu einem Wohnhaus umgebaut, im anderen Teil wurden Abfälle abgeladen.
Das Synagogengebäude verfiel langsam, bis zu Beginn des 20. Jahrhunderts beschlossen wurde, einen Teil an eine evangelikale Kirche zu übergeben, die diesen renovierte.

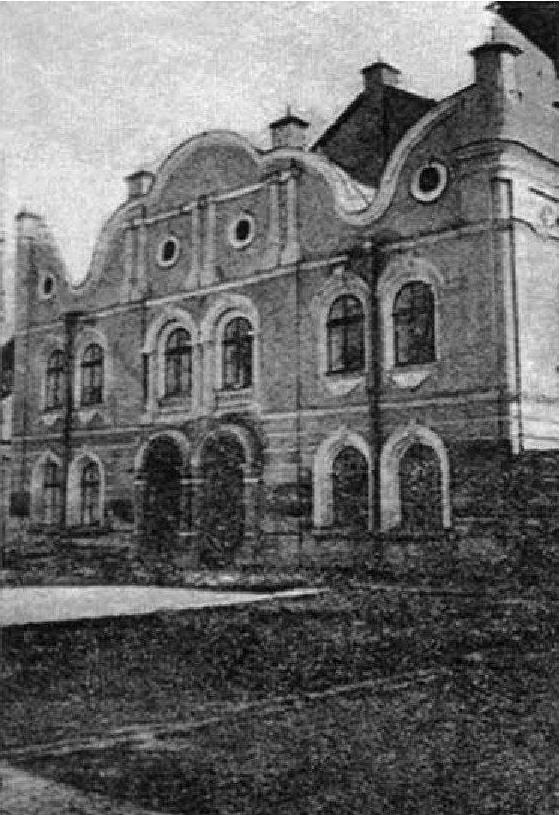
Synagoge 1900/1920
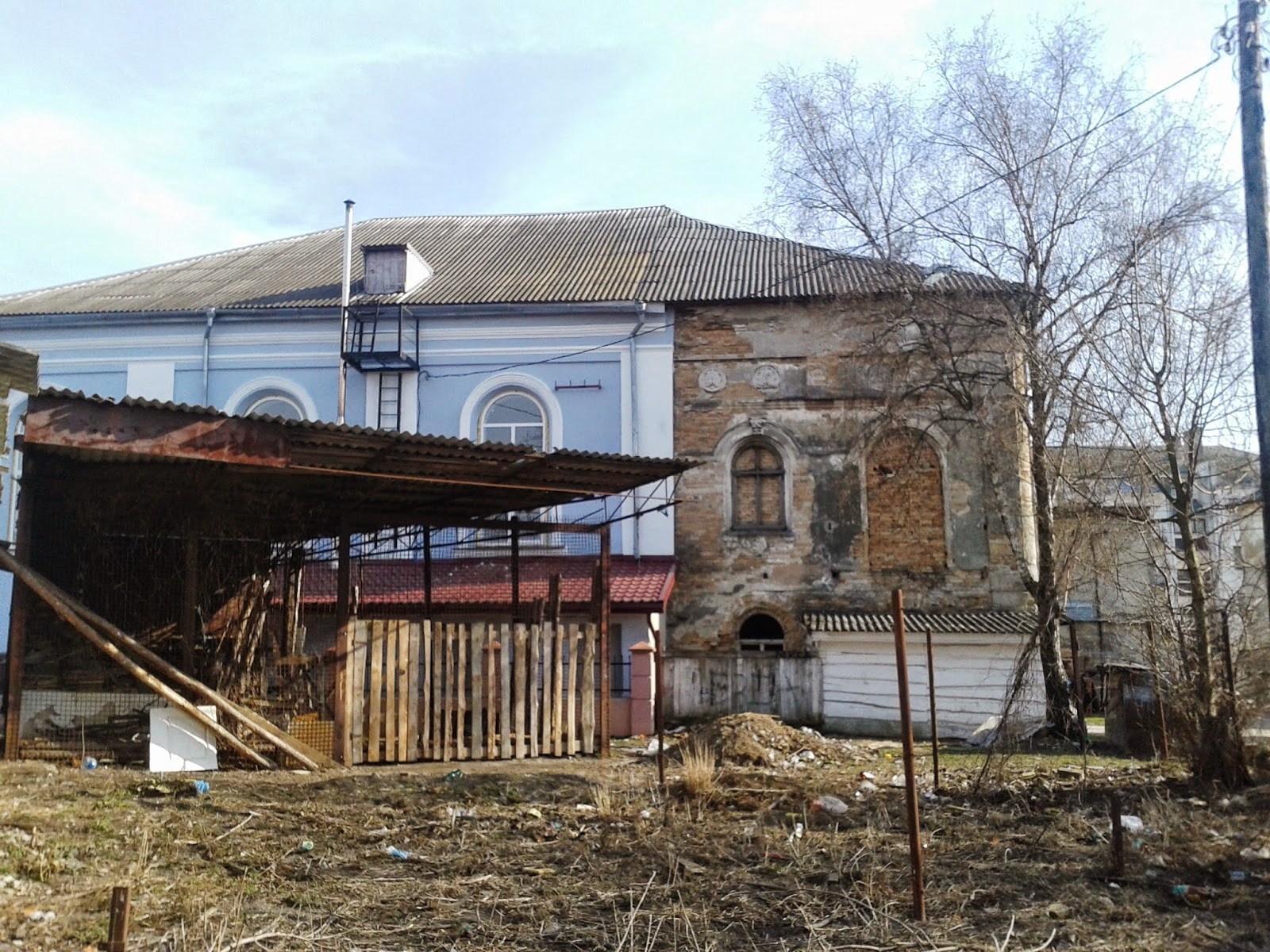
Kirche, Wohnhaus 2014
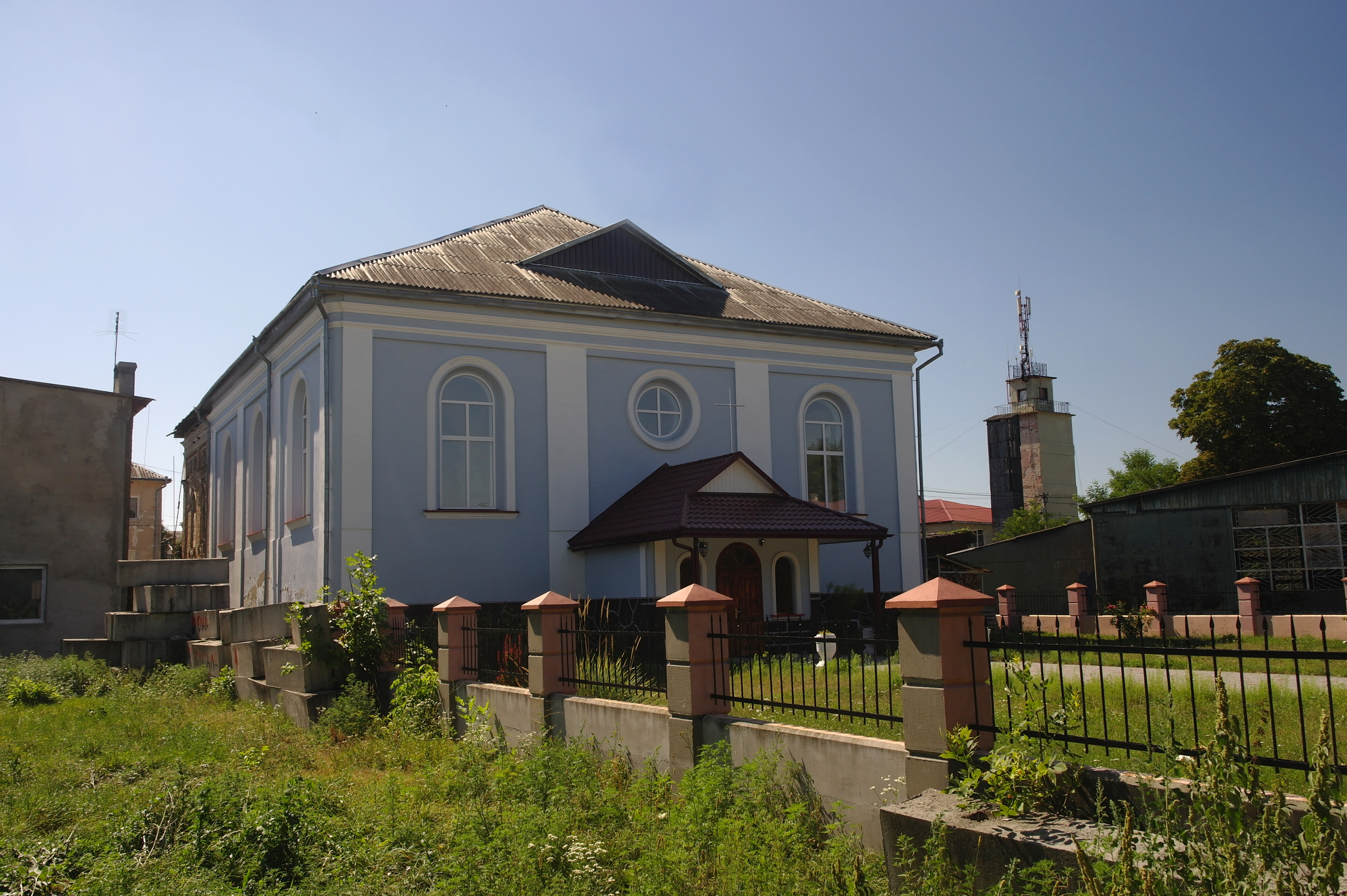
Kirche 2015
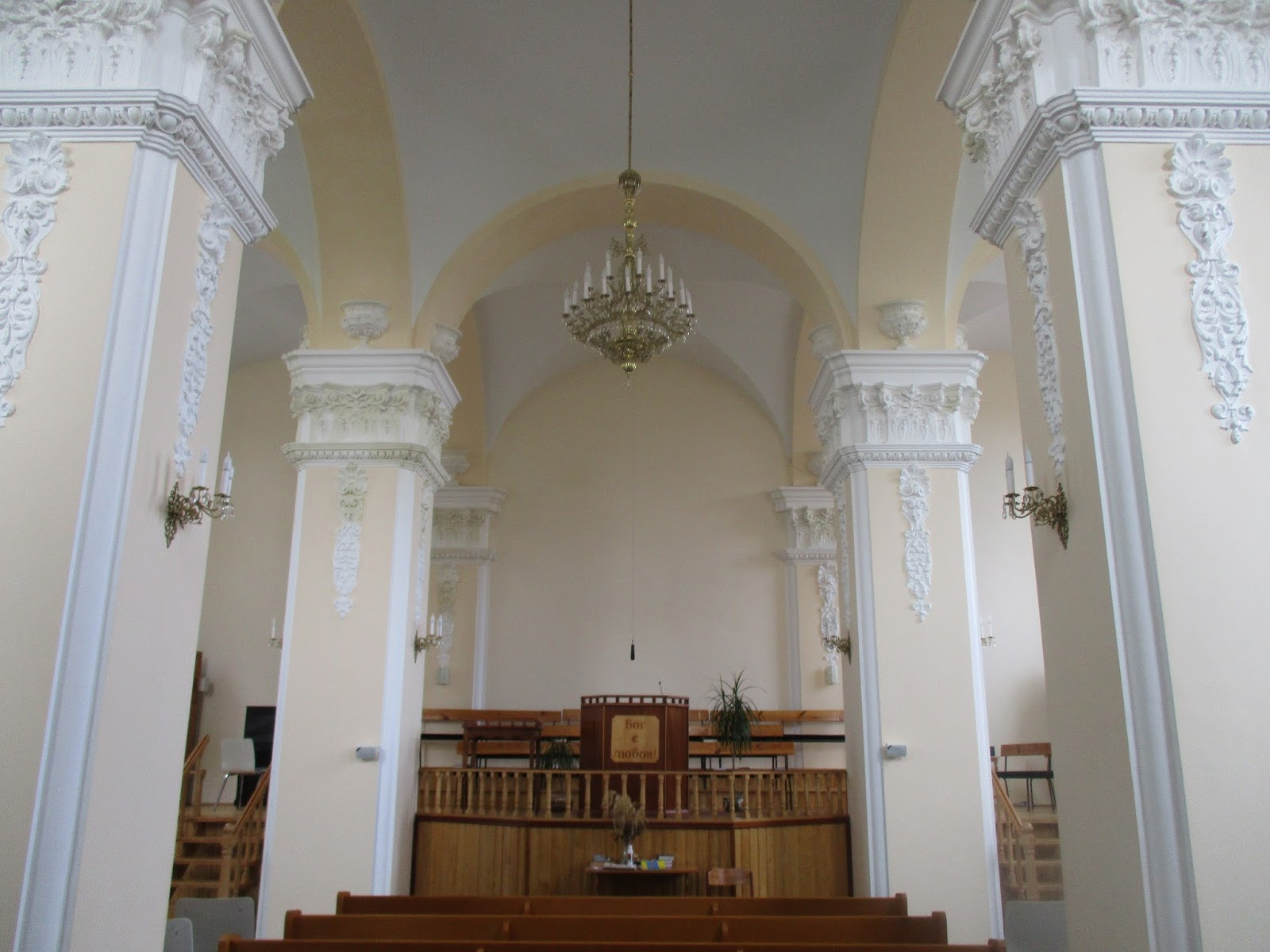
Kircheninnenraum 2014